# تلرانس (مهندسی)
تلرانس (تِلُرانس یا تُلِرانس) (به انگلیسی: Tolerance، تُلِرانس) یا رواداری یا خورَند در صنعت و مهندسی به میزان تفاضل بزرگترین و کوچکترین اندازه مجاز قطعه‌کار گویند. تلرانس در واقع بیان می‌دارد که چه ابعادی برای یک قطعه قابل قبول است. کنترل صحیح رواداری توسط مهندس طراح، می‌تواند در اقتصادی‌ترشدن خط تولید و همچنین دستیابی به کیفیت مورد نیاز آن قطعه کمک شایانی کند.

## کلاس یا رده تلرانس
کلاس یا رده با شاخصی استاندارد به نام درجه آی‌تی توسط سازمان بین‌المللی استانداردسازی بیان‌شده‌است.